# Buena Vista Social Club
Buena Vista Social Club var en klubb i Havanna som hade sin storhetstid under 40-talet. Under denna period framträdde en mängd stora musiker och dansare.
Idag är namnet mest känt på grund av en dokumentärfilm som i slutet på 1990-talet gjordes av Wim Wenders på initiativ av Ry Cooder. Filmen blev oscarsnominerad och bar just namnet Buena Vista Social Club. Filmen handlar om några av de musiker som var involverade i produktionen av ett album med samma namn. Ett flertal av dessa musiker hade även spelat på klubben med samma namn då den var som mest i ropet. Både filmen och albumet blev framgångsrika, och ledde till att kubansk musik blev populär i USA och Europa. Sedermera släpptes fler album med "Buena Vista Social Club" som varumärke. 